# Егідій Саделер
Егідій Саделер (Старший) (також Жиль; нід. Egidius (Gilles) Sadeler; сард. Aegidius (Egidius) Sadeler; Jiljí Sadeler, бл. 1570, Антверпен — 1629, Прага) — фламандський художник і графік, майстер гравюри по міді при дворі імператора Рудольфа II в Празі.

## Життя і творчість
Один з найбільших графіків Європи кінця XVI — початку XVII століття. Народився у відомій родині антверпенських граверів по міді, навчався у свого дядька Йоганна. У 1589 році був прийнятий в гільдію св. Луки. Вперше виставляв свої гравюри — разом зі своїм дядьком — в Мюнхені. У 1593—1595 роках жив і працював в Італії (Венеція, Рим, Неаполь), а потім в Мюнхені. Після цього приїхав до Праги, де в 1597 році став придворним гравером імператора Рудольфа II. Після смерті Рудольфа Саделер, на відміну від багатьох інших придворних діячів культури, залишився у Празі.
Свої перші гравюри створював за зразками, взятими з класичного репертуару — це були роботи Рафаеля, Тиціана, Тінторетто, Дюрера та інших. Пізніше працював над власними сюжетами — пейзажами і портретами відомих особистостей з оточення імператора Рудольфа II. Найбільш вдалими вважаються його портрети художника Шпрангера і його дружини Христини (1600), вид Владиславський залу, а також зображення міста Праги. У 1607 закінчив роботу над великою панорамою Праги (з гори Петрейн).
У 1605 створив карту Чехії, її території між 48 ° 16 'і 50 ° 58' пн, і від 29 ° 54 'до 34 ° 28' східної довготи Крім власне Чехії, карта охоплювала також прикордонні райони сусідніх Угорщини та Словаччини. У 1620 розробив нову карту Чехії (Bohemia in suas partes geografice distineta), на ній були позначені різні міста (Прага, Егер, Братислава та ін.), Річки (наприклад, витоки Ельби), Рудні гори і ін. Поля карти були прикрашені зображеннями королев, дворян, купців і селян.
З учнів Егідія Саделера в першу чергу слід відзначити Венцеля Холлар і Йоахима фон Зандрарта.